# Пушкино (платформа)
Пу́шкино — остановочный пункт / пассажирская платформа в городе Дзержинск на участке Владимир — Нижний Новгород. Располагается в западной части города и обслуживает преимущественно жителей близлежащих микрорайонов. Названа по поселку Пушкино, входящему в состав Дзержинска и располагающемуся к югу от железной дороги. На платформе останавливаются все пригородные поезда, следующие до станций Нижний Новгород-Московский, Гороховец, Вязники, Ковров I. Поезда дальнего следования на платформе не останавливаются.
Турникетами не оборудована, однако на платформе присутствует «перронный» контроль, сопровождающий большинство прибывающих электропоездов. Есть билетная касса и зал ожидания.
До 2015 года на платформе № 1 остановочного пункта Пушкино отсутствовали навесы и павильоны для укрытия пассажиров от неблагоприятных погодных условий, что являлось нарушением действующего законодательства. Московский городской суд в феврале 2015 года обязал ОАО «Российские железные дороги» в течение двух лет оборудовать навесами платформу № 1 остановочного пункта Пушкино.

## Пассажирское сообщение
Пассажиропоток по платформе в утренние и вечерние часы пик аналогичен ситуации на основном вокзале Дзержинска. Также для пассажиропотока характерна сезонность, — в летнее время по пятницам и выходным дням он значительно выше, вследствие чего в тёплые месяцы года на остановочном пункте работает дополнительная касса.
Время движения от Нижнего Новгорода — от 30 минут для экспрессов и до 1 часа 20 минут для поездов, идущих со всеми остановками и имеющих увеличенные стоянки на станциях Дзержинск и Доскино. Среднее время в пути — 45 минут.
- Расписание пригородных поездов. Яндекс.Расписания.
- Расписание пригородных поездов на tutu.ru